# Прощай, детка, прощай
«Прощай, детка, прощай» (англ. Gone Baby Gone) — детективный кинофильм 2007 года американского актёра и режиссёра Бена Аффлека, его режиссёрский дебют. Экранизация одноимённого романа американского писателя Денниса Лихейна, посвящённого поискам похищенной девочки, в которых принимает участие молодой частный детектив Патрик Кензи. Главную роль в фильме сыграл Кейси Аффлек — младший брат режиссёра.

## Сюжет
В 2007 году в пригороде Бостона без вести пропадает четырёхлетняя Аманда Маккриди, дочь безработной матери-одиночки Хелен (Эми Райан). За три дня полиции не удаётся найти исчезнувшую девочку, и её тетя просит двух молодых частных детективов, Патрика Кензи (Кейси Аффлек) и Анджелу Дженнаро (Мишель Монаган), хорошо знающих этот район и его обитателей, подключиться к расследованию. После колебаний они берутся за дело в сотрудничестве с двумя офицерами полиции, Реми Брессаном и Ником Пулом. Руководит расследованием пожилой и заслуженный капитан Джек Дойл (Морган Фриман), 12-летняя дочь которого когда-то была убита.
Единственная зацепка полицейских — сбежавший маньяк-педофил Корвин, который может находиться где-то в их районе. Патрику же по своим каналам удаётся выяснить, что Хелен дружила с местным наркоторговцем Рэем и была с ним, когда девочку похитили из её комнаты. Надавив на Хелен, полицейские выбивают из неё признание в том, что она была наркокурьером, работала на местного мафиози-гаитянца Чиза, и однажды они вместе с Рэем утаили от Чиза 130 тысяч долларов выручки. Полицейские, Патрик и Хелен, едут в дом Рэя, где обнаруживают его труп. Однако деньги на месте, поскольку их местонахождение знала только Хелен. Патрик уверен, что Чиз захватил девочку, чтобы Хелен и Рэй вернули деньги. Он встречается с Чизом и предлагает обменять девочку на деньги, но Чиз говорит, что ничего не знает о девочке. Тем не менее, утром Реми сообщает Патрику, что Чиз звонил и предложил совершить обмен ночью за городом, на берегу озера среди скал. Ночью происходит перестрелка, в результате которой Чиза убивают, и слышится падение тела в озеро. Там, однако, находят только куклу Аманды и её одежду. Из-за провала операции капитан Дойл уходит в отставку, Аманду признают погибшей и проводят погребальную церемонию.
Через некоторое время исчезает семилетний мальчик. Вскоре знакомый Патрика, Бубб Роговски, сообщает ему, что обнаружил пожилую пару наркоманов, которых Патрик просил его найти как возможных сообщников педофила Корвина. Патрик и Бубб едут к ним под видом продажи наркотиков и видят, что педофил живёт у них. Ночью Реми и Ник врываются в дом, чтобы захватить Корвина, при этом Ника тяжело ранят. Патрик бросается в дом и видит в комнате Корвина труп мальчика. Не в силах сдержать гнев, он застреливает педофила. Ник умирает в больнице. Реми рассказывает Патрику, как он однажды подложил наркоторговцу наркотики, чтобы посадить его и спасти его маленького сына от такого отца. Он также проговаривается, что знал раньше наркокурьера Рэя. После похорон Ника Патрик говорит с полицейским Дэвином и узнаёт от него, что Реми узнал о деньгах, похищенных у Чиза, раньше самого Чиза. Патрик понимает, что Лайнел Маккриди, брат Хелен, живущий в том же доме, мог через стену услышать о деньгах в разговоре Хелен и Рэя, а потом при помощи Реми похитить Аманду, чтобы шантажировать Хелен и завладеть деньгами.
Патрик встречается в баре с Лайнелом и предъявляет ему обвинение в похищении Аманды вместе с Реми. Лайнел не отрицает этого, говоря, что Хелен никогда не было дела до дочери и что смерть Аманды была несчастным случаем. Вдруг под предлогом ограбления бара появляется человек в маске и угрожает ружьём Лайнелу. Бармен ранит незнакомца, который убегает, а Патрик преследует его. Это оказывается Реми, который умирает на крыше, говоря в ответ на обвинения Патрика в том, что из-за него погибла Аманда, что он любит детей. Патрик ещё раз мысленно проживает всё произошедшее и осознаёт, что всё могло быть по-другому: узнав, что Хелен украла деньги наркоторговца и что ей, а значит и Аманде, грозит опасность, Лайнел мог обратиться к Реми и капитану Дойлу за помощью в инсценировке гибели девочки с тем, чтобы избавить её от кошмарной жизни с матерью-наркоманкой. Патрик едет к капитану Дойлу за город и видит, что Аманда живёт с ним и ей там хорошо. Дойл уговаривает Патрика никому не говорить об этом, подруга Патрика Анджела тоже за то, чтобы оставить девочку с капитаном.
Однако Патрик не может забыть о своём обещании найти Аманду, данном им Хелен. Он вызывает полицию, и девочку отдают матери, а Дойла и Лайнела арестовывают за похищение. Анджела уходит от Патрика. В эпилоге Патрик приходит навестить Аманду и остаётся посидеть с ней, когда Хелен уходит на свидание. Он спрашивает девочку о её кукле «Мирабель» (это имя называла Хелен), но Аманда отвечает, что её куклу зовут «Аннабель», что показывает: мать девочки даже не знала имя любимой игрушки дочери.

## В ролях

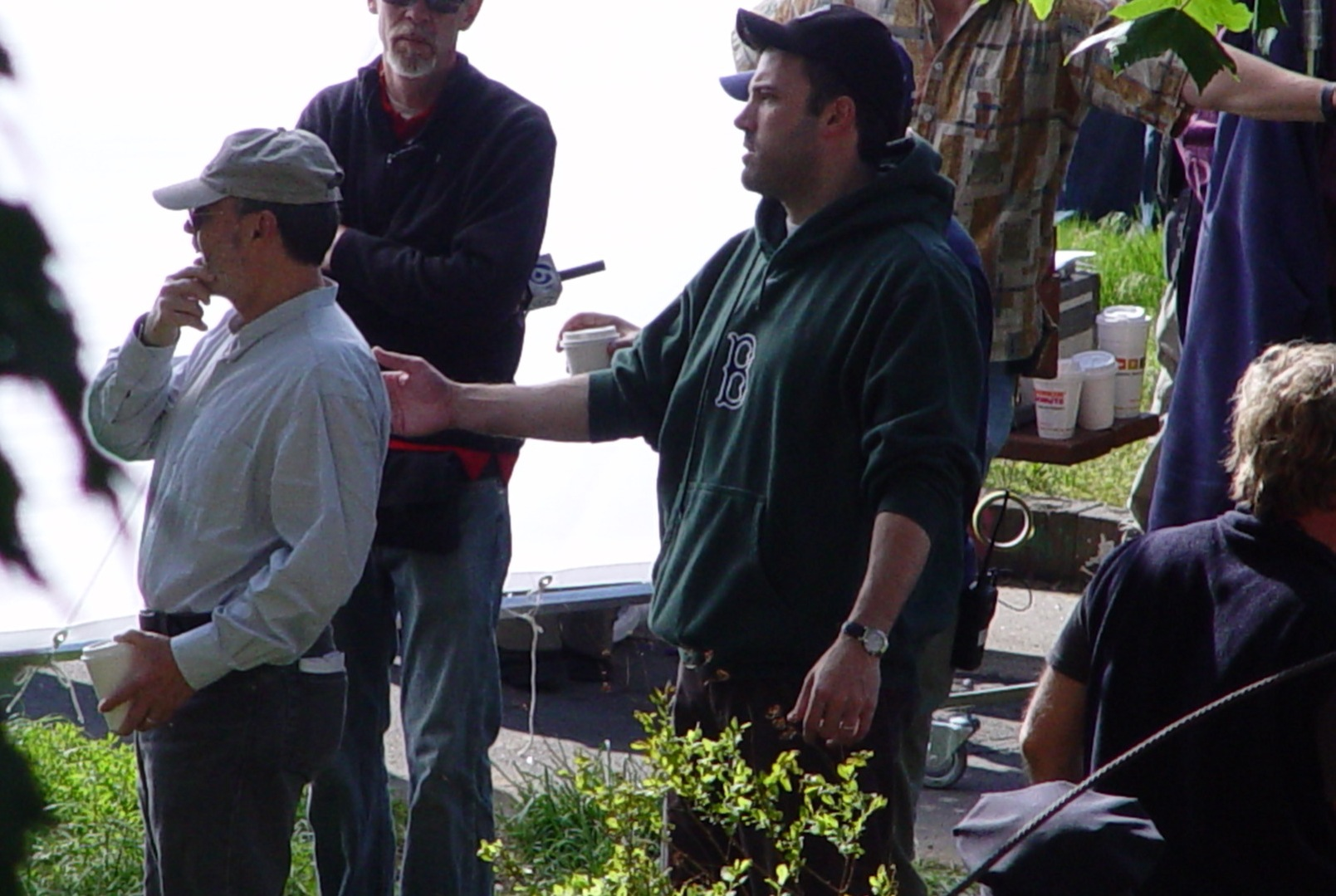
Аффлек направляется на съёмочную площадку в мини-парк Дорчестер, в мае 2006 года

| Актёр                   | Роль                     |
| ----------------------- | ------------------------ |
| Кейси Аффлек            | Патрик Кензи             |
| Мишель Монаган          | Анджела «Энджи» Дженнаро |
| Эд Харрис               | детектив Реми Брессан    |
| Эми Райан               | Хелен Маккриди           |
| Морган Фриман           | капитан Джек Дойл        |
| Джон Эштон              | детектив Ник Пул         |
| Эми Мэдиган             | Би Маккриди              |
| Титус Уэлливер          | Лайонел Маккриди         |
| Майкл К. Уильямс        | детектив Дэвин Амронклин |
| Эди Гатеги              | Чиз                      |
| Марк Маргулис           | Леон Третт               |
| Джордж «Slaine» Кэрролл | Бубба Роговски           |

## Кинокритика и кассовые сборы
Фильм крайне положительно оценён кинокритиками — его рейтинг на сайте Rotten Tomatoes составляет 94 % (средний балл — 7,7/10). Про героя Кейси Аффлека в рецензии на фильм в журнале Empire было написано: «несолидный мямля… на поверку оказывается твёрже камня» . Критики также отмечали успех Бена Аффлека как режиссера-дебютанта.
При бюджете в 19 миллионов долларов общемировые кассовые сборы составили 35 миллионов долларов.

## Награды и номинации
- 2008 — номинация на премию «Оскар» за лучшую женскую роль второго плана (Эми Райан)
- 2008 — номинация на премию «Золотой глобус» за лучшую женскую роль второго плана (Эми Райан)
- 2008 — премия «Выбор критиков» за лучшую женскую роль второго плана (Эми Райан), а также номинация за лучший актёрский состав
- 2008 — номинация на премию Гильдии киноактёров США за лучшую женскую роль второго плана (Эми Райан)
- 2007 — премия «Спутник» за лучшую женскую роль второго плана — драма (Эми Райан)
- 2007 — две премии Национального совета кинокритиков США: лучшая женская роль второго плана (Эми Райан), лучший режиссёрский дебют (Бен Аффлек)